# Casa Goetsch-Winckler

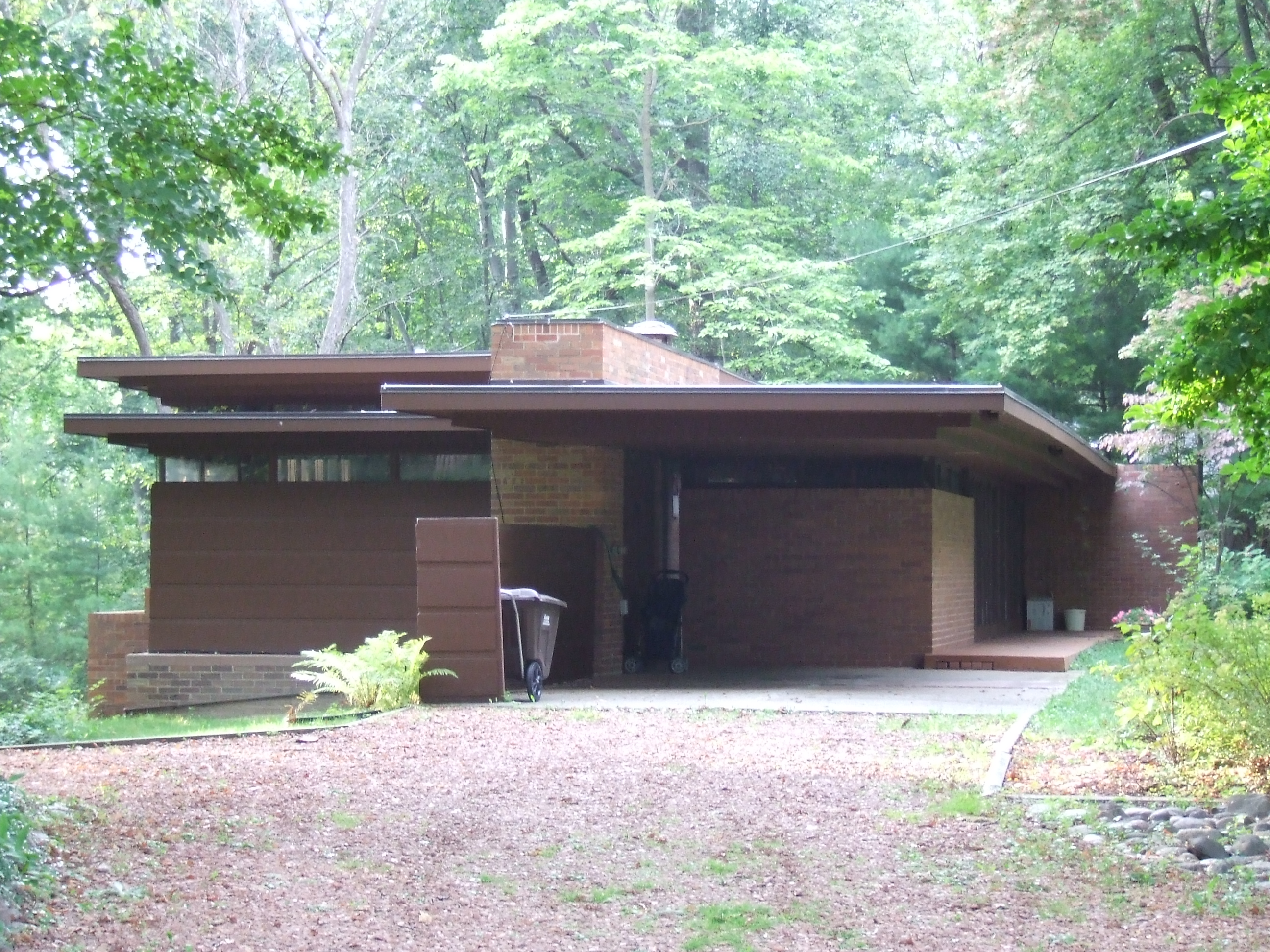
Goetsch Winckler House, 2009

 La Casa Goetsch – Winckler (también conocida como Casa Winkler - Goetsch) fue diseñada por Frank Lloyd Wright, construida en 1940, y está ubicada en el 2410 de Hulett Rd, Okemos, Míchigan. La casa es un ejemplo del estilo arquitectónico usoniano de Wright, y está considerada como una de las más elegantes.

## Historia

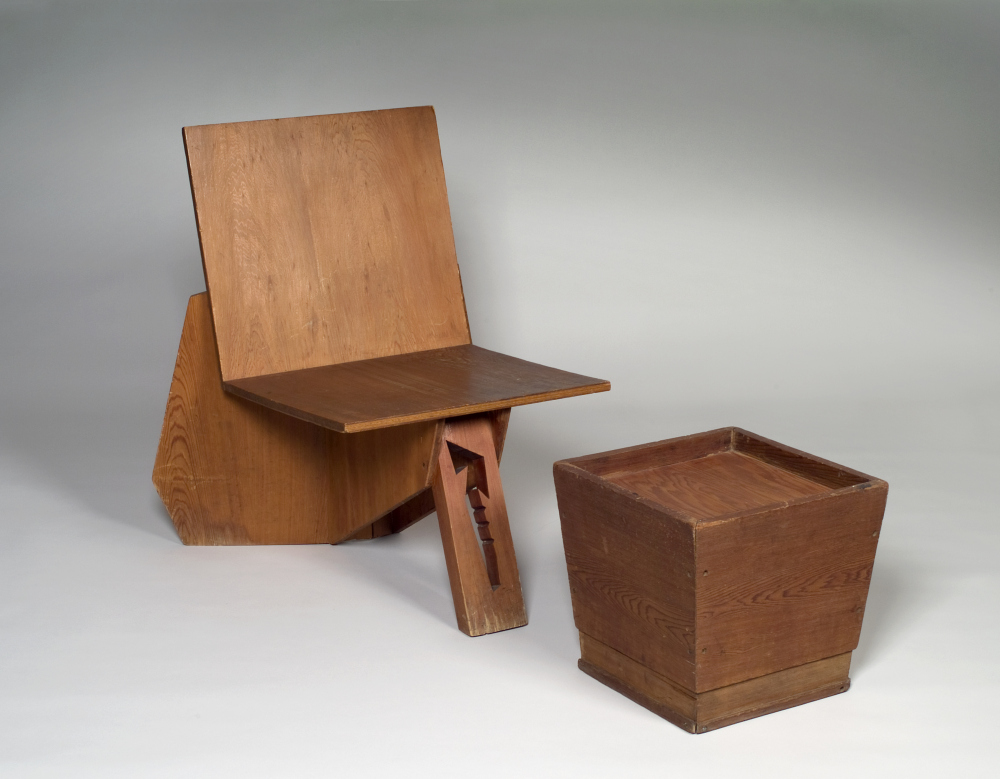
Frank Lloyd Wright, silla y taburete para la Goetsch-Winkler House, Okemos, Míchigan.

En la década de 1930, ocho profesores de la Universidad Estatal de Míchigan, en la vecina East Lansing, formaron una cooperativa y compraron un terreno de cuarenta acres en Okemos. Dos de ellos, Alma Goetsch y Kathrine Winckler (o Winkler), se acercaron a Wright para pedirle que diseñara una comunidad para ellos.  El concepto de Wright, derivado del plan de la ciudad de Broadacre, se conocería como Usonia I. La comunidad consistiría en siete casas y una casita de cuidadores que rodeaban una granja, huerto y estanque de peces comunes.  El acceso a las casas era por un camino en forma de U alrededor de la granja, con cada casa al final de un largo camino y cada una con un jardín privado.  Aunque el diseño de cada casa variaba, sí compartían características comunes, como techos planos, líneas horizontales acentuadas y masas simples. Debido a la falta de financiamiento, el proyecto colapsó y solo la Casa Goetsch-Winckler se construyó pero en un sitio diferente.
Después de la Segunda Guerra Mundial, Wright diseñó casas por separado para varios otros miembros de la cooperativa, aunque el único diseño construido fue el de Erling P. Brauner, también en Okemos, a menos de una milla y media de la Goetsch – Winckler House.

## Diseño
Al ser una de las casas más antiguas de Wright en estilo usoniano, la casa es un "Usoniana en línea", literalmente una casa construida en línea recta.  La cochera, la sala, el comedor, la cocina y los dormitorios forman espacios rectangulares que se deslizan uno sobre el otro.  La sala de estar ocupa la mayor parte de la casa, con una chimenea en un extremo frente a un área de trabajo.  En el extremo opuesto, dos dormitorios, separados por un baño, se abren a una galería.  El espacio de trabajo ejemplifica el interior usoniano, con sus ventanas de almacén que complementan un banco de ventanas de longitud completa en la pared adyacente.  A pesar de su pequeño tamaño, la casa parece grande debido a los muebles y estantes incorporados. Los elementos integrados incluyen la mesa del comedor, un asiento junto a la chimenea, un bar, un escritorio y una estantería en el área de trabajo, así como numerosos espacios de almacenamiento.

## Galería

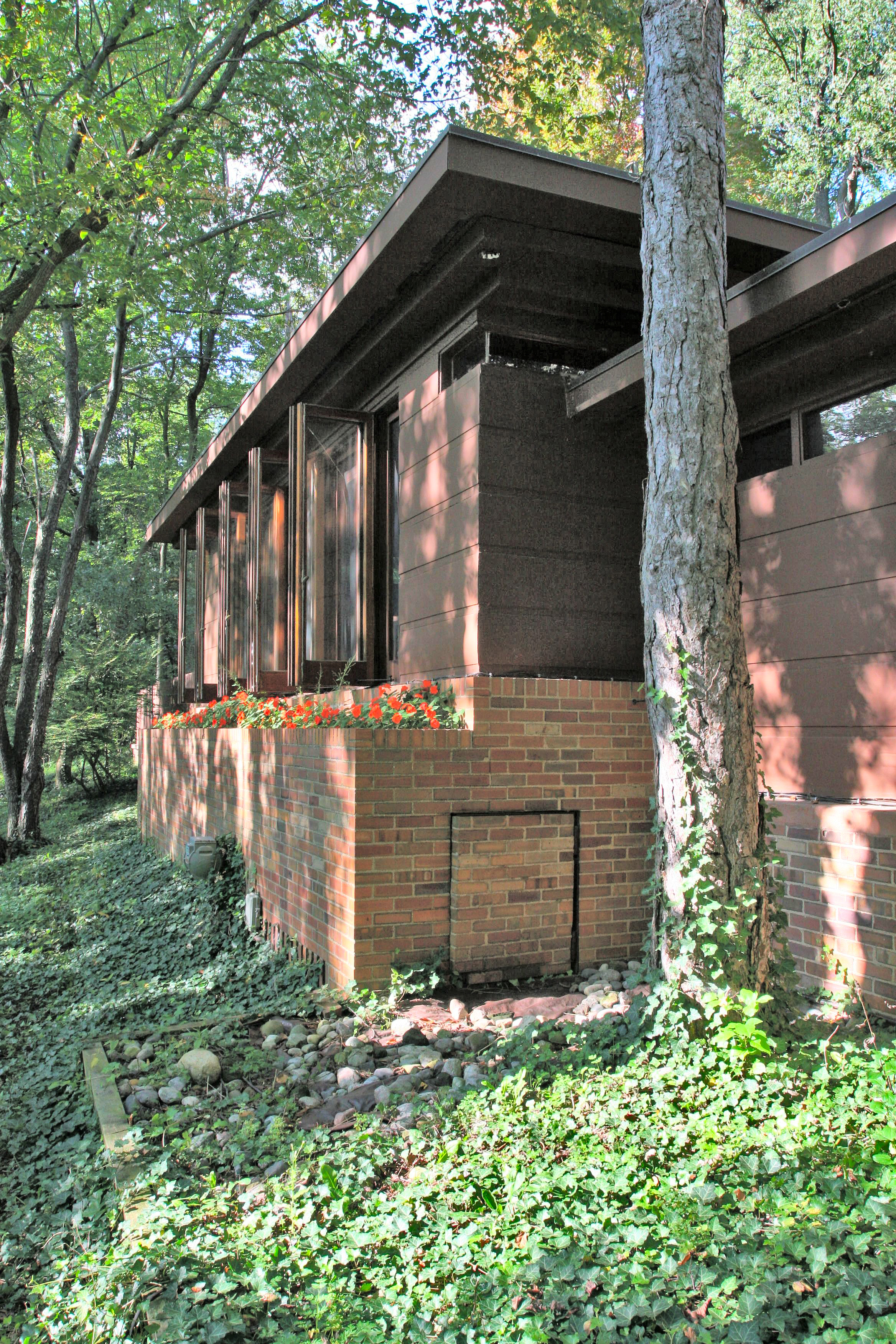
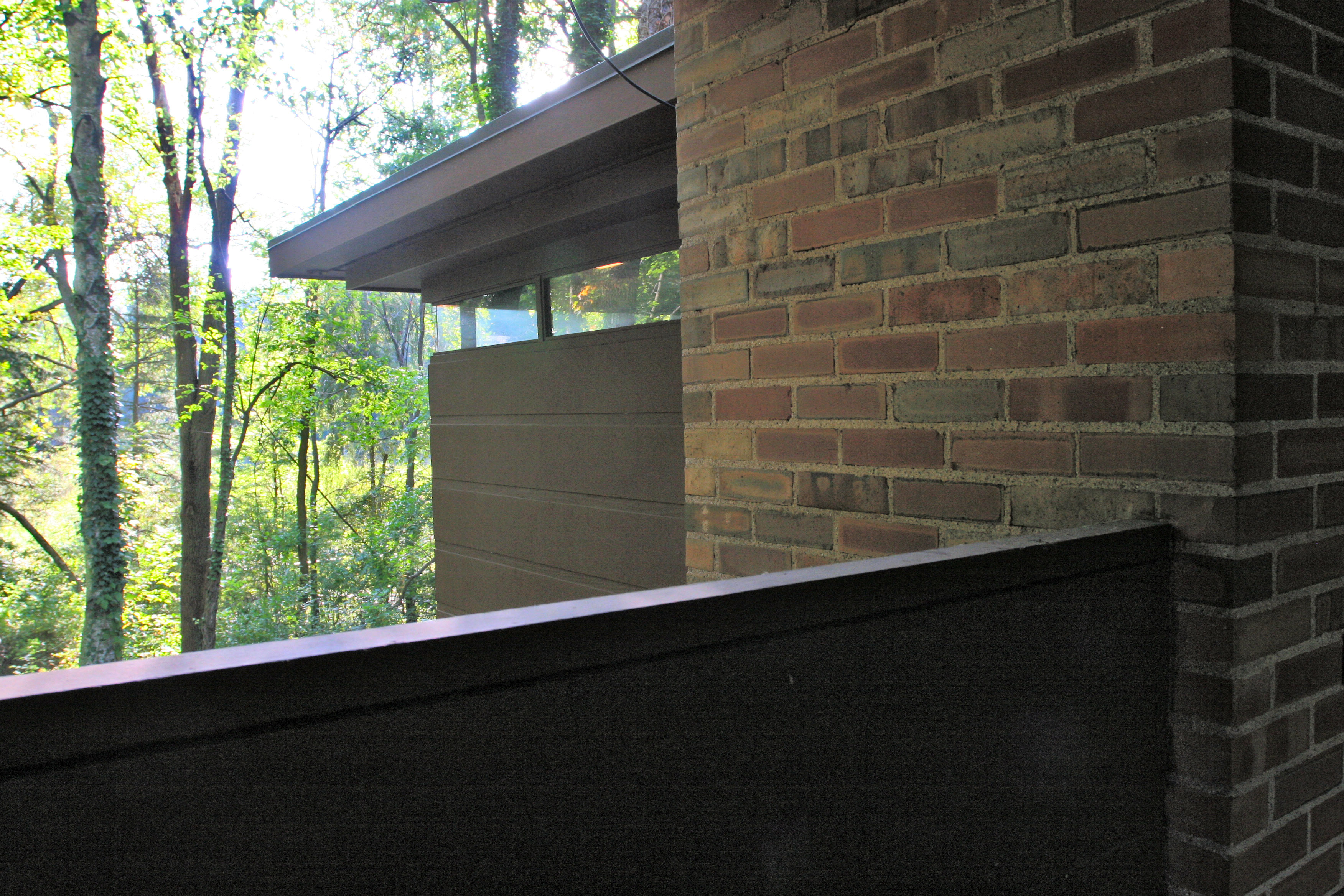

- Datos: Q5577195
- Multimedia: Goetsch-Winckler House / Q5577195